# Dahiépa-Kéhi
Dahiépa-Kéhi est une localité du centre-est de la Côte d'Ivoire, et appartenant au département de Gagnoa, dans la région du Gôh (ex-Fromager). La localité de Dahiépa-Kéhi est un chef-lieu de commune.